# Ján Nemec
Ján Nemec (* 22. srpna 1960 Košice) je slovenský tanečník, bývalý sólista Národního divadla v Praze. Pracuje jako baletní pedagog.

## Životopis
Jedním z jeho pedagogů na konzervatoři byl tanečník a choreograf Andrej Halász. Již během studií na košické taneční konzervatoři, kterou absolvoval v r. 1979, tančil ve Státním divadle v Košicích. Jeho zdejší jednoroční angažmá bylo ukončeno odchodem na základní vojenskou službu, kterou strávil v Armádním uměleckém souboru. Po jejím ukončení v r. 1982 nastoupil do baletního souboru Národního divadla v Praze. V letech 1985 a 1997 byl sólistou baletu Národního divadla. V r. 1984 získal na celostátní baletní soutěži v Brně 2. cenu a v r. 1986 získal cenu Českého literárního fondu za roli Sergeje v baletu Angara. Jeho jevištnímu typu vyhovovaly technicky náročné role romantických hrdinů.
V r. 1992 založil se svojí manželkou Zdenou Nemcovou (roz. Mašitovou) Baletní školu Jána Nemce, na které dodnes (2014) vyučuje. Mezi jeho žáky patří například Matěj Urban. V roce 2002 ukončil bakalářské studium oboru pedagogika tance na hudební fakultě Akademie múzických umění a získal titul bakaláře umění.
Spolupracoval na knize Balet nás baví, kterou napsala Anna Novotná.

## Hlavní role
- Princ v Labutím jezeře
- Louskáček
- Princ ve Spící krasavici
- Princ v Popelce
- Duncan v Macbethovi
- Colin v Marné opatrnosti
- Albert v Giselle
- Carevič v Ptáku Ohniváku
- Basil v Donu Quxiotovi
- James v Sylfidě
- Armand v Dáma s kaméliemi
- Akéla v Mauglím – vyprávění Matky džungle